# 泰奧加 (伊利諾伊州)
泰奧加（英語：Tioga）是位於美國伊利諾伊州漢考克縣的一個非建制地區。該地的面積和人口皆未知。

## 地理
泰奧加的座標為40°12′47″N 91°20′50″W / 40.21306°N 91.34722°W，而該地的平均海拔高度為227米（即745英尺）。